# Yamaguchi Prefectural Museum of Art
Das Yamaguchi Prefectural Museum of Art (japanisch 山口県立美術館) wurde 1979 in der Stadt Yamaguchi eröffnet und ist eines der bedeutendsten Kunstmuseen der japanischen Präfektur Yamaguchi. Es widmet sich der Sammlung, Bewahrung, Erforschung und Ausstellung von Kunstwerken, insbesondere von Künstlern mit einem Bezug zur Region. Das Museum liegt inmitten des Kameyama-Parks und bietet eine harmonische Verbindung von Architektur und Natur. Vom Foyer aus hat man einen Blick auf Skulpturen im Außenbereich und die umliegende Landschaft.

## Architektur
Das Gebäude des Yamaguchi Prefectural Museum of Art wurde von dem japanischen Architekten Kitô Azusa (japanisch 鬼頭梓, * 15. Januar 1926 in Tokio; † 20. August 2008 ebenda) entworfen. Er gehörte zur sogenannten MIDO-Gruppe, zu der auch Masato Otaka, Mitsuaki Adachi 足立光章 und Toshihiko Kimura木村俊彦 (Otaka 1956) gehörten.

## Geschichte und Sammlung

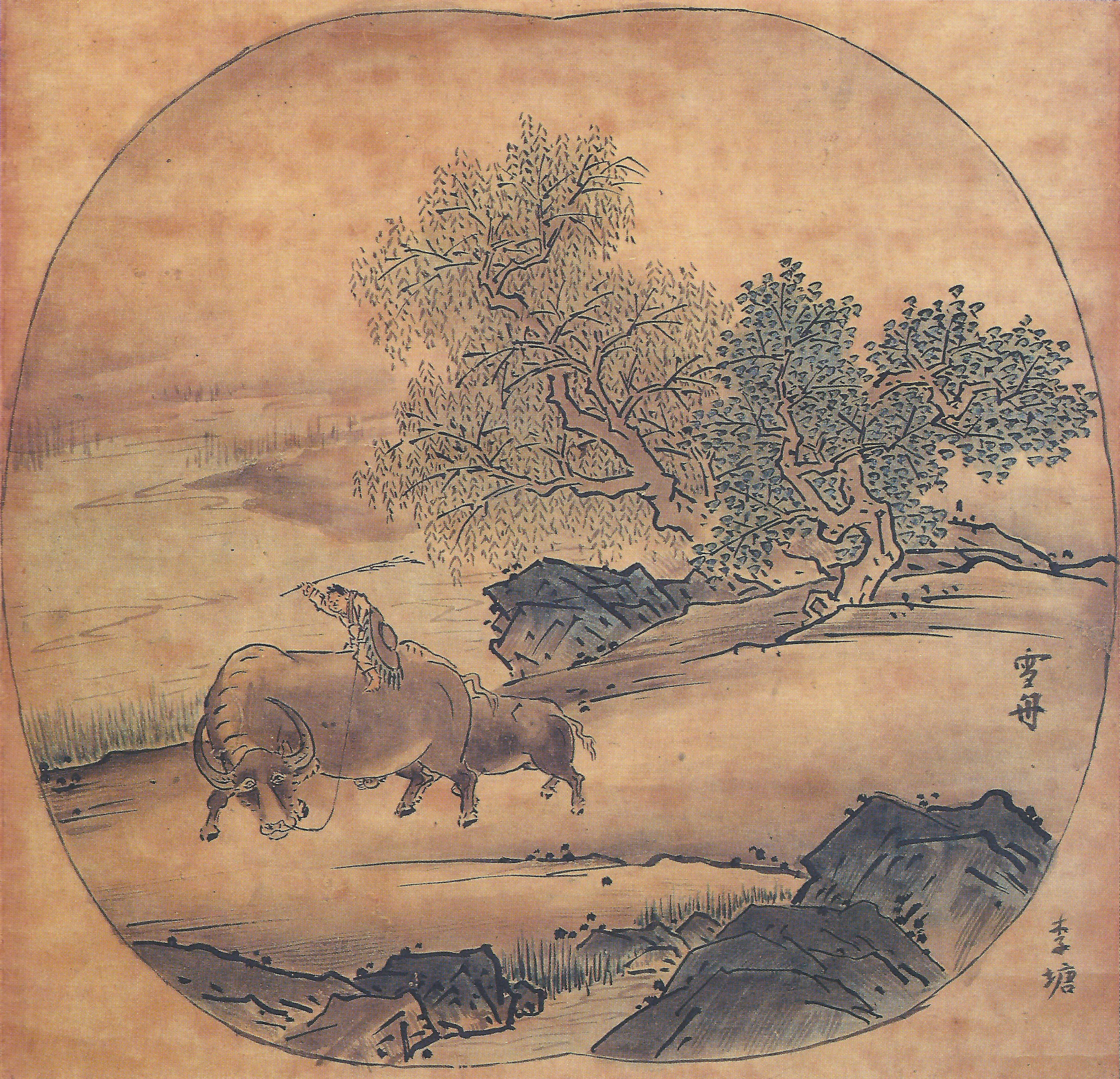
Sesshū Tōyō (1420–1506): Die Ochsenherde, nach Li Tang

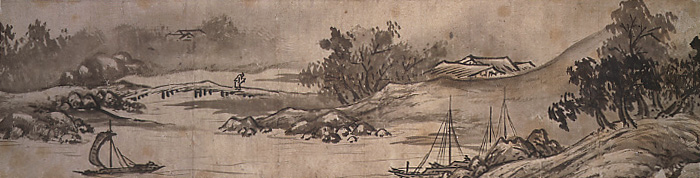
Sesshū Tōyō (1420–1506): Landschaft

Seit seiner Gründung im Jahr 1979 sammelt, bewahrt, präsentiert und erforscht das Kunstmuseum der Präfektur Yamaguchi hauptsächlich Werke von Künstlern, die mit der Präfektur Yamaguchi verbunden sind. Besondere Aufmerksamkeit wird Toyo Sesshus Tuschmalerei und den künstlerischen Traditionen der Region gewidmet, die bis ins Mittelalter zurückreichen. Sesshū Tōyō (雪舟 等楊, 1420–1506) war einer der bedeutendsten japanischen Maler der Muromachi-Zeit und ein Meister der Tuschmalerei (Sumi-e). Sein Werk ist tief vom chinesischen Chan-Buddhismus (jap. Zen) geprägt und spiegelt sowohl technische Virtuosität als auch spirituelle Tiefe wider.
Die Sammlung umfasst japanische Gemälde von Toyo Sesshu, der Unkoku-Schule, Kansai Mori und Hogai Kano; Ölgemälde von Yasuo Kazuki, Shōhei Matsunaga und Wasaku Kobayashi; Skulpturen von Shigeru Ueki und Kiichi Sumikawa; Fotografien von Katsuji Fukuda, Tadahiko Hayashi und anderen repräsentativen Fotografen der japanischen Nachkriegszeit.

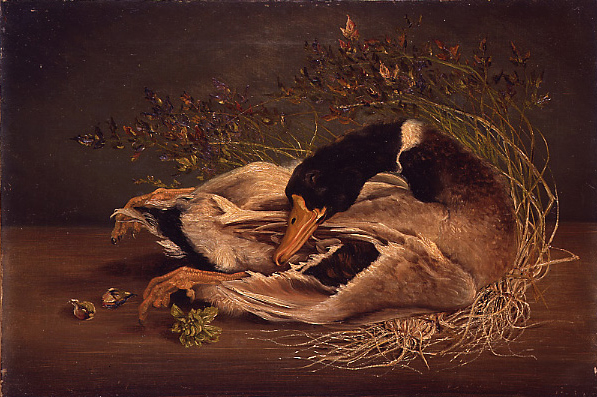
Takahashi Yuichi (1828–1894): Wildente

Die Präsentation der Sammlung in den Galerien der Dauerausstellung wechselt je nach Thema alle ein bis zwei Monate. In der Galerie für japanische Malerei hat das Museum einen besonderen Raum mit Tatami-Fußboden eingerichtet. Wenn man die Schuhe auszieht und sich hinsetzt, hat man das Gefühl, die Werke in einem japanischen Haus zu betrachten. Seit seiner Eröffnung veranstaltet das Museum mehrmals im Jahr große Sonderausstellungen, um die Vielfalt der Kunst und Kultur in der Welt zu präsentieren.